# Цакулс, Янис
Я́нис Ца́кулс (латыш. Jānis Cakuls; 4 июля 1926, Рудзати, Латвия — 26 февраля 2022) — католический епископ, апостольский администратор Рижской архиепархии и Лиепайской епархии с 23 мая 1990 года по 8 мая 1991 год.

## Биография
Янис Цакулс родился 4 июля 1926 года в Рудзати, Латвия. 18 сентября 1949 года был рукоположён в священника.
9 ноября 1981 года Римский папа Иоанн Павел II назначил Яниса Цакулса коадъютором-администратором Рижской архиепархии, Лиепайской епархии и титулярным епископом Тинисты. 11 декабря 1982 года состоялось рукоположение Яниса Цакулса в епископа, которое совершил кардинал Юлиан Вайводс в сослужении с Казимиром Дулбинскисом и Валерианом Зондаксом.
23 мая 1990 года Янис Цакулс был назначен апостольским администратором Рижской архиепархии и Лиепайской епархии. 18 июня 1993 года был назначен вспомогательным епископом Рижской архиепархии.
8 мая 1991 года вышел в отставку.